# Veneto Banca
Veneto Banca était une banque italienne basée à Montebelluna.

## Histoire
Elle est fondée en 1877 en tant que banque mutualiste. À la fin du XXe siècle, Veneto Banca comme de nombreuses banques se lance dans une politique d'expansion.
En octobre 2014, Veneto Banca a échoué avec 24 autres banques aux tests de résistances de la banque centrale européenne et de l'autorité bancaire européenne.
En 2015/2016, de par des difficultés financières, la banque est dé-mutualisée dans le but de lancer une augmentation de capital. En 2016, Veneto Banca est repris dans le fonds parapublic Atlante, après l'échec d'une introduction en bourse de 1 milliard d'euros.
En juin 2017, le gouvernement italien annonce la reprise des activités saines de Banca Popolare di Vicenza et Veneto Banca par Intesa Sanpaolo pour 1 € symbolique, soutenue de manière non précise par l'État italien à hauteur de 4,785 milliards d'euros. Les crédits et obligations définies comme douteux seront regroupés dans une bad bank, garantie par l'État italien à hauteur de 12 milliards d'euros,.